# Cnemolia guttatoides
Cnemolia guttatoides är en skalbaggsart som beskrevs av Forchhammer och Stefan von Breuning 1986. Cnemolia guttatoides ingår i släktet Cnemolia och familjen långhorningar. Inga underarter finns listade i Catalogue of Life.